# Kedma (película)
Hacia oriente (título original en hebreo קדמה, transliterado Kedmah) es una película del 2002, coproducida entre Francia, Israel e Italia. Está dirigida por Amos Gitai e interpretada por Andrei Kashkar y Helena Yaralova.

## Trama
La película es una tragedia histórica, ambientada durante el inicio de la Guerra árabe-israelí de 1948. Se describen las vicisitudes de un grupo de inmigrantes, que escapan de la Europa nazi y son recibidos por el Palmaj. Llegados a Palestina deben escapar de los soldados británicos. Logrando huir de ellos, son arrastrados nuevamente a la guerra contra las fuerzas árabes.
La película se centra en torno a dos monólogos. El primero es de un granjero árabe, quien jura permanecer siempre y resistir contra los judíos; el segundo es de un inmigrante, quien cuenta el sufrimiento de la persecución sufrida por el pueblo judío.

### El título
El vocablo Kedma (hacia el oriente) tiene, en hebreo antiguo, una valoración temporal. En este sentido, el Este, cual lugar de origen de aquella civilización, implica un inicio, una infancia: en este caso los días de caos e incertidumbre que llevarán a la actual configuración de la región de medio oriente.
Kedma era también el nombre del barco que en la posguerra condujo a Israel a los padres de Rivka, esposa de Amos Gitai.

### El periodo histórico
La película está ambientada en 1948, entre febrero y el 14 mayo, día de la proclamación del nacimiento del Estado de Israel. En concomitancia con el desempeño británico, a continuación de las deliberaciones de la ONU, las aldeas palestinas en las inmediaciones de Jerusalén son teatro de sangrientos enfrentamientos entre los residentes y el Palmaj, el ejército judío en cuyas filas han sido enrolados, apenas desembarcados, varios sobrevivientes del Holocausto.

### El guion
Como en otras de sus películas, el "rigor intelectual" de Gitai se tradujo en un largo trabajo preliminar de investigación sobre las fuentes. Junto con Marie-José Sanselme llevaron a cabo un minucioso trabajo de investigación y documentación sobre memorias de jóvenes huidos del gueto de Varsovia, muchos de los cuales habrían encontrado la muerte en aquello meses del 1948 y de mujeres europeas que se vieron ayudando en el rol de enfermeras en los campos de batalla.
Fuente de inspiración para este guion de casi tres años -no sin interrupciones- fueron el poeta palestino Tawfik Zayad y un texto del israelí Haim Hazaz, a los cuales se remite el film para el discurso de Youssouf contra los judíos y el del judío Janusz, respectivamente, en la larga secuencia final.

 

## Reconocimientos
- 2002 #- Israel Película Academy Award
- 2002 #- São Paulo International Película Festival
  - Premio de la crítica
- 2003 #- Louisville Jewish Película Festival
- Mejor película